# リディア・フート

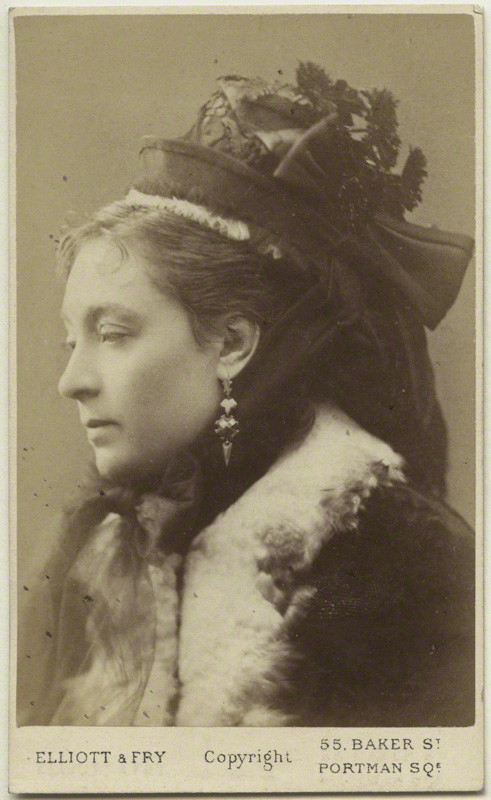
リディア・フート（1873年撮影）

リディア・フート（Lydia Foote（出生名：リディア・アリス・レッグ（Lydia Alice Legg）、1843年 - 1892年5月30日）は、イングランド出身の女優。1850年代から1880年代に渡り、ロンドンのライシーアム劇場、オリンピック劇場、プリンス・オブ・ウェールズ劇場やアデルファイ劇場などで主役を演じた。女優としての彼女でよく知られているのは1866年の『凍てつく深淵』と1867年の『カースト』での演技であろう。

## 生涯
車体製造工のアーサー・ウェリントン・レッグと、サラ・ジュディス・レッグ（旧姓：ゴーワード）の娘としてロンドンに生まれる。有名女優のメアリー・アン・キーリーは母方の伯母にあたる。この職業が性交の乱れを暗示していると見なされていたが故に、一般的にこの時代の女優達には与えられることのなかった尊敬の念を女優一家として成功を収めたフートは享受したのである。

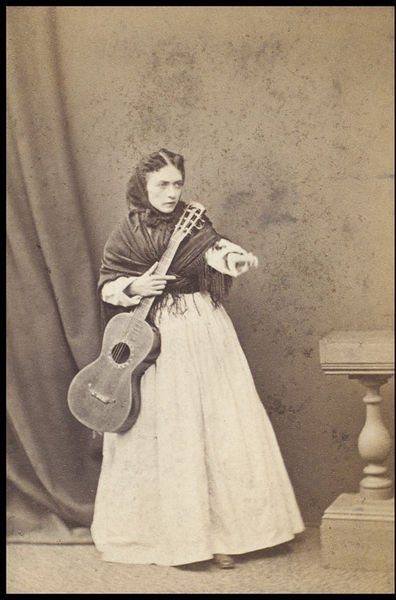
『The Ticket-of-Leave Man』でのフート

1850年代から1880年代にかけて、フートは多くの主役を務めた。彼女が女優としてデビューしたのが1852年にロンドンのライシーアム劇場で上演されたチャールズ・マシューズとスリンビー・ローレンス作『A Chain of Events』でのエドワードという少年役である。1859年頃にはエリザベス・インチボールド作『The Child of Nature』でアマンティス役を演じている。1863年から1866年までにロンドン、マンチェスターや他の場所での演技を終えたのち、オリンピック劇場と契約を交わした。そこで『The Ticket-of-Leave Man』のメイ・エドワーズ役として初めて登場した。その作品において、フートは『リディア・フートが唄った歌』として発表されることになる曲を観客に届けた。1864年、そこで彼女は劇作家トム・テイラーが脚色した『The Hidden Hand』でアニド役を演じ、翌年にはテイラーの脚色による『Setting Day』でミス・ハーグレーヴという異なった役を演じた。またウィリアム・シェイクスピア作の『十二夜』ではマリア役を務めた。1866年には小説家で劇作家のウィルキー・コリンズ作『凍てつく深淵』のクララ役では心温まる批評を受けた。
英国人名事典においては、1867年にプリンス・オブ・ウェールズ劇場で上演されたトーマス・ウィリアム・ロバートソン作『カースト』で彼女が演じたエスター役としての演技を「彼女の勝利」と言及している。ウェスト・エンド・シアターではディオン・ブショー作『She Loves Him』のセリーナ夫人やロバートソン作の『Play』（1868年）のアマンダ役などを務めた。ヘンリー・ジェームス・バイロン作『Blow for Blow』で双子姉妹を演じ、彼の戯曲『Minnie』ではタイトルロールを務めた。さらにロバートソン作『Progress』では主役を務めた。アデルファイ劇場ではチャールズ・ディケンズの小説『ニコラス・ニクルビー』舞台版（1875年）でのスマイク役など多くの役を演じている。たとえばキルモリー卿が脚色した『The Danischeffs』（1877年）のアンナ役やブショー作『Rescued』（1879年）のミッジ役なども演じている。
1892年、ガンによりブロードステアーズで没したフートはケンサル・グリーン墓地に埋葬された。